# Anne Marie Hoebeke
Anne Marie Hoebeke (Aalst, 8 augustus 1952) is een voormalig Belgisch politica voor Open Vld.

## Levensloop
Hoebeke studeerde in 1975 af als licentiate in de rechten aan de Rijksuniversiteit Gent en werkte van 1975 tot 2011 als advocate. Van 1981 tot 2004 en van 2010 tot 2011 was ze eveneens lesgever Burgerlijk Recht, Sociale Wetgeving en Fiscaal Recht in het hoger onderwijs en van 1993 tot 2004 plaatsvervangend vrederechter in het kanton Wetteren-Zele.
In 2002 werd Hoebeke lid van de VLD, sinds 2007 Open Vld. Ze was van 2008 tot 2012 penningmeester van deze partij. In 2010 werd dit partijmandaat herbevestigd.
Bij de derde rechtstreekse Vlaamse verkiezingen van 13 juni 2004 werd ze verkozen in de kieskring Oost-Vlaanderen. Ze bleef Vlaams Parlementslid tot juni 2009. In het Vlaams Parlement was Hoebeke van 2004 tot 2009 secretaris van de commissie Buitenlands Beleid, Europese Aangelegenheden, Internationale Samenwerking en Toerisme en van 2004 tot 2005 vast lid van de commissie Algemeen Beleid, Financiën en Begroting en van 2005 tot 2009 effectief lid van de commissie Welzijn, Volksgezondheid en Gezin.
In oktober 2006 werd ze verkozen tot gemeenteraadslid van Wetteren en werd er begin 2007 onmiddellijk eerste schepen, bevoegd voor Ruimtelijke Ordening, Burgerzaken, Lokale Economie en Feestelijkheden. In maart 2011 liet ze zich tijdelijk vervangen als schepen wegens een rugoperatie. In januari 2012 nam ze om medische redenen definitief ontslag uit deze functie en stopte Hoebeke tevens als gemeenteraadslid van Wetteren. Hiermee beëindigde ze haar politieke loopbaan.